# Setlist

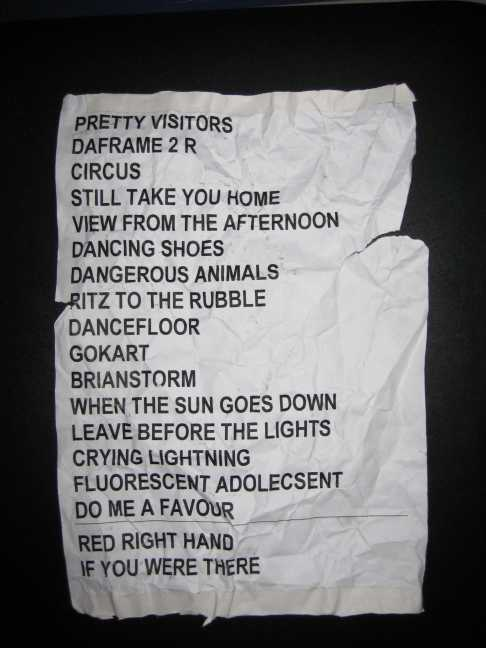
Een setlist van de Arctic Monkeys. De horizontale lijn onderaan onderscheidt de toegift.

Een setlist, ook wel volgens de Engelse spelling geschreven als set list, is een document met daarop de lijst met liedjes gebruikt door muzikanten of bands tijdens liveoptredens. Zo weten de artiesten welke nummers ze moeten spelen en in welke volgorde. Setlisten zijn meestal met de hand geschreven of geprint op een papier van A4-formaat of op karton. Ze worden vaak met tape op het podium of elders geplakt zodat de muzikanten het kunnen zien.
Er zijn artiesten die elk concert in een tour dezelfde setlist spelen, maar er zijn ook artiesten die elk concert een andere setlist gebruiken. Sommige artiesten gebruiken een grotendeels, voorafgaand aan de tour, vastgestelde setlist met daarin bepaalde momenten waarop zij voorafgaand aan ieder concert de nummers bepalen. Het komt ook voor dat artiesten de fans een setlist laten samenstellen.
Wanneer muziekliefhebbers over een setlist praten hoeft het niet over een fysieke setlist te gaan, het kan dan ook gaan over welke nummers een artiest tijdens een bepaald optreden heeft gespeeld. Als artiesten een grote fanbase hebben komt het voor dat er door fans websites bijgehouden worden speciaal voor de setlists van die artiest. Bezoekers van concerten geven aan fans die niet bij het concert kunnen zijn door welke nummers er gespeeld worden of noteren de setlist om het later te delen.
Fysieke setlists kunnen door fans als souvenir worden gezien en ze worden dan ook regelmatig na concerten van het podium getrokken of gevraagd aan een roadie. Ook worden op bijvoorbeeld eBay setlists verkocht, naast andere souvenirs als plectrums en drumstokken.